# Ariyadka, Puttur
Ariyadka là một làng thuộc tehsil Puttur, huyện Dakshina Kannada, bang Karnataka, Ấn Độ.